# غريتشين ديكسترا
غريتشين ديكسترا (بالإنجليزية: Gretchen Dykstra)‏ هي سيدة أعمال أمريكية، ولدت في 22 أغسطس 1948.